# Michael Mitchell (attore)
Michael Mitchell (Colleyville, 1983) è un attore statunitense.
Cresciuto a Colleyville, nel Texas Michael Mitchell ha tre fratelli: Chris, Brian e Tyler.

## Filmografia
- The War at Home (The War at Home), nell'episodio "L'equivoco" (2005)
- Le campane d'argento (Silver Bells) (2005) Film TV
- The Sasquatch Gang (2006)
- CSI: Miami (CSI: Miami), nell'episodio "Dissolvenza" (2006)
- Invasion (Invasion), negli episodi "Infezione sconosciuta" (2005), "Sopravvissuti" (2005), "La caccia" (2005), "Il potere" (2006), "Il nido" (2006), "Fuga nella foresta" (2006) e "La chiave" (2006)
- Phil dal futuro (Phil of the Future), negli episodi "Il ballo" (2005), "Una nuova amica" (2005), "La capsula del tempo" (2005), "Visita al museo" (2005) e "Il compleanno di Keely" (2006)
- Thief, negli episodi "I Ain't Goin' to Jail for Anyone" (2006), "Everything That Rises Must Converge" (2006), "No Direction Home" (2006) e "Flight" (2006)
- Standoff (Standoff), nell'episodio "Relazioni interrotte" (2006)
- The Middle (2007) Film TV
- Veronica Mars (Veronica Mars), negli episodi "L'amore per gli animali" (2007), "Dietro le sbarre" (2007) e "La rockstar" (2007)
- Scrubs - Medici ai primi ferri (Scrubs), negli episodi "Le mie colpe condivise" (2008)
- Long Island Confidential (2008)  Film TV
- Detention (2010)
- Til Death - Per tutta la vita ('Til Death), nell'episodio "Gli esami di Joy" (2010)
- The Problem Solver (2010)
- Pop Shock (2010) Cortometraggio
- American Trash (2011)

## Doppiatori italiani
- Stefano Crescentini in CSI: Miami
- Massimo Di Benedetto in Thief - Il professionista